# Aitor Arregi (futbolista)
Pedro Aitor Arregi Artano, conocido como Aitor Arregi, (Guetaria, Guipúzcoa, 11 de enero de 1971) es un exfutbolista español que se desempeñaba como lateral izquierdo y destacando ahora como dueño del asador Elkano en su localidad natal que posee una estrella de la Guía Michelin.

## Trayectoria deportiva
Formado en las categorías inferiores del C. D. Elgoibar, debutó con el primer equipo en Tercera División de España en la temporada 90-91 abandonando Mintxeta al terminar la temporada para firmar por el Deportivo Alavés (2ªB).
En Mendizorroza consiguió el ascenso a 2ª División en la temporada 1994-1995 tras tres intentos fallidos. En la temporada de su debut en la categoría (Deportivo Alavés 0-Villarreal C. F. 2) fue apartado de la titularidad por Javier Menéndez Cudi y terminada la temporada dejo el equipo.
Tras una temporada en la S. D. Eibar (2ª), fichó por Villarreal C. F. (2ª), donde jugó las siguientes tres temporadas. En el Submarino amarillo Aitor Arregi' consiguió dos ascensos a 1ª (97-98 y 99-00), debutando en dicha categoría en el Santiago Bernabeú en la derrota 4-1 frente al Real Madrid C.F. en la 1ª jornada. El fichaje de Rodolfo Arruabarrena por el Villarreal C. F. supuso su salida del club.
Una vez libre Aitor Arregi firmó en la temporada 00-01 Elche C. F. (2ª), donde consiguió la permanencia tras empatar (2-2) en un duelo directo contra la S. D. Compostela en el Martínez Valero. La temporada siguiente la inició en el conjunto franjiverde pero terminada la primera jornada se hizo público su marcha al recién ascendido Burgos C. F. (2ª), donde se retiró al terminar la temporada.

## Trayectoria gastronómica
Abandonada la carrera deportiva, regresó al negocio familiar, el asador Elkano, conocido por sus pescados asados. Bajo la batuta de Aitor Arregi, conocido con el apodo de El príncipe del Rodaballo, consiguió una estrella de la Guía Michelin para el restaurante.

## Clubes
| Club             | País   | Temporada |
| ---------------- | ------ | --------- |
| C. D. Elgoibar   | España | 1990-1991 |
| Deportivo Alavés | España | 1991-1996 |
| S. D. Eibar      | España | 1996-1997 |
| Villarreal C. F. | España | 1997-2000 |
| Elche C. F.      | España | 2000-2001 |
| Burgos C. F.     | España | 2001-2002 |